# Nový Ples
Nový Ples (německy Neu Ples) je obec v okrese Náchod v Královéhradeckém kraji. Žije zde 362 obyvatel.

## Historie
Vesnice Nový Ples byla založena pro obyvatele střední části vsi Ples, zaniklé v důsledku stavby pevnosti Ples, od roku 1793 zvané Josefov. Oboustranně zastavěná ulicovka na kraji lesa Rasošky vznikla na počátku stavby pevnosti v letech 1780–1781. Shodnou historii mají i Rasošky, umístěné západně od Plesu. V průběhu 19. století se zástavba obce rozvíjela především severním směrem.

## Obyvatelstvo
| Rok            | 1869 | 1880 | 1890 | 1900 | 1910 | 1921 | 1930 | 1950 | 1961 | 1970 | 1980 | 1991 | 2001 | 2011 | 2021 |
| -------------- | ---- | ---- | ---- | ---- | ---- | ---- | ---- | ---- | ---- | ---- | ---- | ---- | ---- | ---- | ---- |
| Počet obyvatel | 457  | 565  | 550  | 488  | 497  | 450  | 435  | 361  | 350  | 309  | 320  | 287  | 285  | 342  | 337  |
| Počet domů     | 52   | 61   | 60   | 60   | 72   | 73   | 85   | 102  | 102  | 99   | 94   | 110  | 114  | 121  | 125  |

## Obecní správa
V letech 1850–1889 Nový Ples patřil jako osada obce k Plesu v okrese Dvůr Králové. Od roku 1890 je obcí v okrese Dvůr Králové nad Labem (1900–1930), poté v okrese Jaroměř (1950) a později v okrese Náchod.

### Obecní symboly
Znak byl obci udělen rozhodnutím předsedy Poslanecké sněmovny Parlamentu České republiky dne 25. března 2005.

## Osobnosti
- Karel Řepa (1895–1963), architekt